# چهره‌های موسیقی ایرانی
فهرست افراد عرصهٔ موسیقی سنتی ایرانی

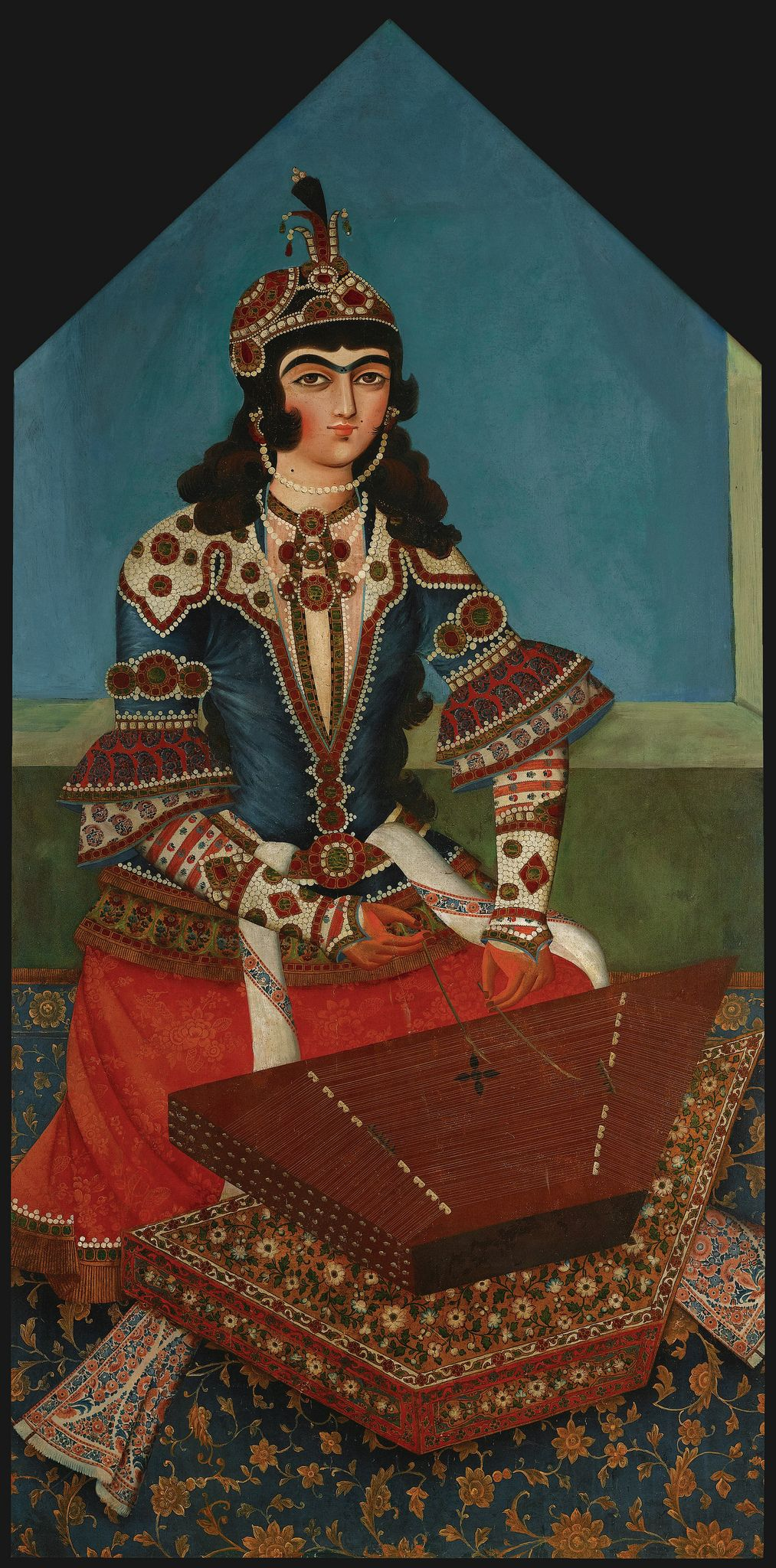
زنی که از سال 1830 از نقاشی مینیاتور ایرانی سنتور می نوازد

## تاریخچه

بزرگان موسیقی ایران

در ایران باستان هنگام برآمدن و فرو رفتن خورشید گروهی به نواختن طبل و کوس و کرنا می‌پرداختند. در اوستا بخش یسناها آمده که پزشکان بیماران خود را با موسیقی ایرانی درمان می‌کردند.
در آن دوران سه نوع موسیقی آئینی (دینی)، بزمی و رزمی مرسوم بوده‌ است، همچنین در جشن‌های طبیعت و روزهای تاریخی و ملی نواها و موسیقی ایرانی ویژه‌ای اجرا می‌شد. در دوران هخامنشیان سرودها و ترانه‌هایی به نام هوره در جنگ‌ها و جشن‌ها اجرا می‌کردند که امروزه در ایلام و سرزمین‌های غرب ایران با همین نام رایج است.
در دوران ساسانیان به ویژه بهرام گور و خسرو پرویز موسیقی‌دان‌هایی زیر نظر وزیر دربار خرم باش کار می‌کردند. در جشن‌های بزرگ، این نوازندگان و خنیاگران نواها و آهنگ‌های گوناگون اجرا می‌کردند. در شاهنامه آمده بهرام گور تعداد ده هزار لوری (خنیاگر) از هند برای شادی و پایکوبی مردم به ایران آورد.
| نبد هیچ مانند بهرام گور |  | به داد و بزرگی و فرهنگ و زور |

### موسیقی‌دانان ایران باستان
مشهورترین موسیقی‌دان‌های این دوران قبل از اسلام به شرح زیر بودند
- باربد
- سرکش
- رامتین
- بامشاد
- آفرین
- نکیسای چنگ نواز

باربد برای هر روز هفته نوایی ساخت که به هفت‌خسروانی معروف است. همچنین برای هر روز ماه سی لحن یا سی دستان و برای ۳۶۰ روز سال غیر از پنجه دزدیده، ۳۶۰ آهنگ یا ۳۶۰ دستان را ساخت. آهنگ جامه‌دران که در ردیف موسیقی ایرانی است از ساخته‌های نکیسا است که با چنگ نواخته‌است.
دستان دیگری به نام دستگاه راست است که باربد آن را ساخت و امروز جز دستگاه‌های هفت‌گانه موسیقی ایرانی است، همچنین باید به آهنگ‌ها و دستان نوروز بزرگ، آرایش خورشید، ماه بر کوهان (ماه بالای کوهسار)، کین ایرج، سوگ سیاوش و گنج باد، گنج کاووس، تخت تاقدیس، فرخ روز، سوگ شیدیز و باغ شیرین اشاره کرد.

### موسیقی‌دانان بعد از اسلام
در ایران بعد از اسلام دانشمندان اسلامی و موسیقی‌دانان بزرگ ایرانی دربارهٔ هنر موسیقی کتاب‌ها و نگارش‌هایی دارند.
| اسم                    | سال وفات (قمری) | کتاب                                                                              | توضیحات |
| ---------------------- | --------------- | --------------------------------------------------------------------------------- | --- |
| نشیط فارسی             | ۸۰ هجری         |                                                                                   | از پیشگامان و سازندگان موسیقی عربی در قرن اول هجری بوده‌است. |
| ابراهیم موصلی (ارگانی) | ۲۳۵–۱۲۵ هجری    |                                                                                   | و پسرش اسحق موصلی متولد شهر ارگان فارس عود نواز بودند. ابراهیم شعر عرب را به آهنگ ایرانی آراست، گویند او نهصد نغمه موسیقی ساخته و پسرش نیز نوشته‌هایی در باب اصول موسیقی نگاشته که امروزه چیزی در دست نیست.                  |
| زریاب                  | ۲۴۶ هجری        | اوفی الاغانی                                                                      | یکی از موسیقی‌دان‌های ایرانی و شاگرد اسحق موصلی بوده و یکی از برجسته‌ترین خوانندگان و موسیقی‌دانان و نوازندگان عود در زمان هارون الرشید بود. یکی از آثاراست.                                                                    |
| ابوالعباس سرخسی        | ۲۸۶ هجری        | کتاب الموسیقی الکبیر و کتاب الموسیقی الصغیر                                       | یکی از نویسندگان ایرانی و از مردم سرخس بوده |
| ابوبکر زکریای رازی     | ۳۱۳هجری         | فی الجمل الموسیقی                                                                 | دانشمند بزرگ ایرانی که در ری به تحصیل علوم گوناگون زمان خود می‌پرداخت و دربارهٔ موسیقی کتاب نگاشته‌است. وی در جوانی عود می‌نواخت.                                                                                               |
| ابن خردادبه            | ۳۰۰ هجری        | آداب السماع، طبقات المغنین (دربارهٔ خوانندگان) و رساله‌ای دربارهٔ سازهای زمان ساسانی | جغرافیدان ایرانی بوده و نیایش زرتشتی بوده‌اند |
| ابونصر فارابی          | قرن سوم و چهارم | الموسیقی الکبیر و المدخل الی صناعته الموسیقی و الموسیقی                           | بزرگ‌ترین دانشمند قرن سوم و چهارم هجری است و در تمام علوم زمان خود استاد بود و او را معلم ثانی بعد از ارسطو می‌دانند. فارابی موسیقی را در بغداد آموخت و سماع طبیعی ارسطو را چهل بار خوانده‌است و سازی شبیه قانون نیز ساخته‌است. |
| ابوعبدالله خوارزمی     | ۳۷۰ هجری        | مفاتیح العلوم                                                                     | از اصول موسیقی و ابزار و سازها در کتابش گفته‌است. |
| رودکی                  | ۳۲۹ هجری        |                                                                                   | شاعر نامدار و موسیقیدان بزرگ ایرانی که چنگ نیکو می‌نواخت. |
| ابوعلی سینا            | ۳۷۰–۴۲۸ قمری    | المدخل الی صناعته الموسیقی، الموسیقی علی سبیل المدخل، شفا                         | دانشمند برجسته ایرانی معروف به شیخ الرئیس در زمان سامانیان می‌زیسته. او در حدود ۱۰۰ کتاب در رساله نوشته‌است و در بخشی از موسیقی سخن گفته‌است.                                                                                  |
| صفی‌الدین ارموی         | ۶۱۳ هجری        | الادوار و شرفیه دربارهٔ پرده بندی عود و گام‌های موسیقی                              | یکی از دانشمندان بزرگ ایرانی است که در ارومیه به دنیا آمد. عود نواز چیره‌دستی بود |
| قطب‌الدین شیرازی        | ۷۱۰ هجری        | دره التاج                                                                         | رساله او در تاریخ موسیقی ارزش زیادی دارد. |
| جرجانی                 | ۸۱۶ هجری        | مقالید العلوم                                                                     | شهرت جرجانی بیشتر در علوم ادبی و حکمت است. |
| عبدالقادر مراغی        | ۸۳۸ هجری        | مقاصد الالحان و جامع الالحان                                                      | نقاش و خوش‌نویس و عود نواز ماهری بوده‌است. |
| احمد المسلم الموصلی    | ۱۱۵۰ هجری       | النفی فی فن الموسیقی                                                              | یکی از موسیقی‌دان‌های ایرانی است. |

### موسیقی دانان بزرگ ایرانی در عربستان و دستگاه امویان
نشیط فارسیاز استادان نامی موسیقی و از خوانندگان و نوازندگان نامی سده نخست اسلامی است. نشیط در روزگار عبدالله بن جعفر (عبدالله بن جعفر بن عبدالله بن ابی طالب) یا در زمان خلافت عبدالملک اموی به مدینه رفت. سرودهای پارسی می‌خواند. عبدالله او را مورد توجه قرار داد و به عنوان برده خریداری کرد نشیط بنا به تمایل عبدالله بن جعفر که از بزرگان قریش بود غنای عربی را از «سائب خاثر» فراگرفت و در این فن نیز استاد شد و شماری از موسیقیدانان عرب نزد او به آموختن موسیقی پرداختند. (از جمله ابن سریج، معبد، جمیله و عزة المیلاء)
مسلم بن محرز ابن محرز اصلاً ایرانی بود و پدرش پرده دار کعبه بود. او از موسیقی دانان به نام دوره بنی امیه‌است. در زمان هشام بن عبدالملک می‌زیست و در موسیقی ایرانی و رومی استاد بود، وی موسیقی ایرانی را در مکه و مدینه نشر داد. ابوالفرج اصفهانی در نسک «اغانی» گوید: «وزن رمل (وزن سه ضربی و در عروض چهار بار فاعلاتن در هر بیت است) را که آهنگ ضربی تندی بود، او ساخت و نخستین کسی است که در بحر رمل تغنی کرده‌است.»
او نخستین مکتب علمی را در موسیقی به وجود آورد و آوازها را به‌طور درست تنظیم نمود و خود روشی در موسیقی به وجود آورد و به درست نمودن و تکمیل آن پرداخت. برای چامه‌های (اشعار) عربی آهنگ ساخت و موسیقی عرب را دگرگون کرد. کوشش‌های او در موسیقی عرب و بنای آن براساسی درست، سبب شد که او را «صناع العرب» لقب دادند. از جمله کارهای او تشکیل دسته‌های دختران خواننده بود (تشکیل این چنین دسته‌هایی در زمان ساسانیان نیز در ایران معمول بوده‌است). دسته‌ای از ۵۰ دختر خواننده تشکیل داد که در راس آنان جمیله، زن موسیقیدان نامی آن دوره، آهنگ اصلی را می‌خواند. هنگامی که «فضل بن یحیای برمکی» از یکی از استادان موسیقی پرسید که: بالاتر از همه موسیقیدانان کیست؟ او در پاسخ گفت: ابن محرز. اسحاق الموصلی، خواننده و موسیقیدان نامی دوره عباسی، پیوسته می‌گفته فحول موسیقیدانان، ابن سریج و پس از او ابن محرز بوده‌است.
ابن محرز به اندازه‌ای در موسیقی توانمند و در هنر خود نامی و برتر بود که اگر آهنگ دیاری می‌کرد بازار موسیقیدانان آن دیار کساد می‌شد و به عناوین مختلف در بازگرداندن او می‌کوشیدند. گویند وقتی آهنگ عراق کرد «حنین بن حیری» در قادسیه از او پرسید: در این سفر چه نفعی در نظر گرفته‌ای؟ گفت: هزار دینار. وی پانصد دینار به او داد و از او درخواست کرد که بازگردد او نیز چنین کرد.
یونس کاتب؛ یونس بن سلیمان بن کاتب شهریار، ملقب به ابوسلیمان از نسل هرمز، از نخبه‌های موسیقیدان دوره خود بود و افزون بر موسیقی در شعر مقام استادی داشت و در دوره بنی امیه در دیوان مدینه کاتب و نویسنده بود، گاهی هم به کار بازرگانی می‌پرداخت. یونس موسیقی را نزد استادان فن مانند ابن سریج و ابن محرز و «معبد» و دیگر موسیقیدانان آن دوره فراگرفت و شاگرد برتر معبد بود. نوشته‌اند نخستین نسک موسیقی را پس از اسلام یونس نوشته و نسک او مورد اعتماد و استشهاد اهل فن بود. ابن ندیم نویسنده نسک «الفهرست» می‌نویسد: " یونس کاتب نسکهای نامداری دربارهٔ موسیقی و موسیقیدانان نوشته و از آنجمله سه نسک است: «مجرد یونس»، «القیان» و «النغم». ولید بن یزید از خلفای اموی که خود از موسیقیدانان بود و در این فن ابتکاراتی از خود داشت بنا به سابقه‌ای که از آوای یونس داشت او را به دربار خویش دعوت کرد و او را در سلک مغنیان و ندیمان و نزدیکان درگاه خویش قرار داد.
سائب خاثر؛ اصلاً ایرانی و پدرش بشاء از بردگان آزاد شده بود. سائب مانند نشیط فارسی از غلامان عبدالله بن جعفر بن ابی طالب بود. سائب به دستور عبدالله بن جعفر آواز عربی را از نشیط فارسی که تازه به مدینه آمده بود آموخت. نخست آواز را بدون همراهی ساز می‌خواند و ضرب آن را با چوبی که روی زمین می‌نواخت نگاه می‌داشت. سپس عود آموخت و نخستین کسی است که در مدینه عود ساخته و نواخته‌است. نویسنده اغانی می‌نویسد: او نخستین کسی است که همراهی ساز را با آواز در میان اعراب معمول داشت. سائب خاثر تحت تأثیر نشیط و آهنگ‌های ایرانی او نخستین آهنگ عربی را به نام «ثقیل» با قاعده‌های درست و میزان ملایم ساخته‌است. این موسیقیدان استاد و بنام ایرانی در زمان نخستین خلفای بنی امیه می‌زیسته و در دستگاه معاویه و یزید راه یافته برای آنان خوانندگی کرده‌است.
سائب خاثر شاگردان بسیاری تربیت کرد و تربیت شدگان و و دیگر استادان موسیقی ایرانی در کشورهای عربی آواز را بدون انحراف از اصول ایرانی آن در میان عرب رواج دادند و برخی از خوانندگان نامی عرب نیز شاگرد او بوده‌اند، مانند: عزة المیلاء.
بنابر آنچه گذشت بنیان و پایه موسیقی عرب به دست ایرانیان گذاشته شد؛ و از سده دوم هجری بیشتر موسیقیدانان بزرگ در میان عرب، ایرانی و ایرانی نژاد بوده‌اند، ولی به شوندهایی که خواهیم گفت ملت‌های غیرعرب از جمله ایرانیان برای رهایی از توهین و آزار که اعراب نسبت به آنان روا می‌داشتند اقدام به گزینش نام و اختیار کردن نام و کنیت عربی کرده و به وسیله «حلف» یا «ولاء» خود را از کینه عرب دور نگاه داشتند و پژوهندگان تاریخ در نژاد و تبار آنان دچار اشتباه شده‌اند.